# Faith Cherotich
Faith Cherotich, född 13 juli 2004, är en kenyansk friidrottare specialiserad på hinderlöpning.

## Karriär
Cherotich tog brons på 3 000 meter hinder vid Världsmästerskapen i friidrott 2023. Vid Juniorvärldsmästerskapen i friidrott 2022 tog hon guld på samma distans. Vid OS 2024 tog hon brons på 3 000 meter hinder.